# Kolfall
Kolfall är en herrgård i Stjärnorps socken i Linköpings kommun i Östergötland, belägen på en höjd strax norr om sjön Roxen
Gården är känd sedan början av 1600-talet. Kolfall köptes år 1667 av fältmarskalken Robert Douglas änka och brukades under det Douglaska Stjärnorps-godset till 1807. Därefter ägdes gården av familjen Burenstam till 1823 då Kolfall köptes av bergsrådet Axel Lindersköld i vars familj gården kvarstannade till 1954 då den köptes av greve Oscar Douglas.  Nuvarande ägare är Lars Harald Christofferson och hans maka Anna. född Douglas.
Nuvarande corps-de-logi uppfördes 1865 efter ritningar av arkitekten August Nyström.